# Judith Wood
Pour l’article homonyme, voir Wood.
Judith Wood née 'Helen Johnson', (1er août 1906 - 6 avril 2002), est une actrice de cinéma américaine de la fin de la période des années 1920 jusqu'à celle des années 1940.

## Biographie
Née à New York, fille du caricaturiste et bibliographe Merle Johnson, elle poursuit ses études d'Art à Skidmore College à Saratoga Springs pendant un an puis, voyage en Europe avec sa mère et étudie l'Art à Paris pendant deux ans . Elle revient à New York et devient styliste de mode pour R. H. Macy et commerciale pour une agence publicitaire, activités entrecoupées par des productions théâtrales dont elle assure la décoration. Forte de toutes ses expériences artistiques, belle et intelligente, la blonde aux yeux verts part s'établir à Hollywood.
Son premier rôle, mineur, fut celui tenu dans le film de 1929, Gold Diggers of Broadway qu'elle signa sous son nom de naissance comme ses quatre autres films de 1930. Elle change, alors, de nom pour Judith Wood à l'occasion de son premier véritable rôle dans The Vice Squad.
Le premier film de l'année 1931 qu'elle signera pour la dernière fois de son nom de naissance Helen Johnson, est It Pays to Advertise aux côtés de la star Carole Lombard.
En 1931, elle est promue une des treize starlettes des Babies Stars avec les actrices Marian Marsh, Karen Morley, Marion Shilling et Barbara Weeks.
Wood fut à l'affiche pour six films en 1931 puis, sa carrière cinématographique déclina pour finalement s'éteindre. Blessée lors d'un accident d'automobile à la fin de l'année, elle est obligée de passer plusieurs mois de convalescence et donc loin des plateaux de cinéma.
En 1932, elle joue ensuite dans des productions théâtrales de Broadway, comme le rôle de Kitty Packard dans Dinner at Eight (en). Lors d'une interview, elle dira elle-même que « ses nombreuses aventures amoureuses dont celles avec les stars William Powell et Robert Montgomery ont du avoir un poids dans son éloignement des plateaux des studios ».

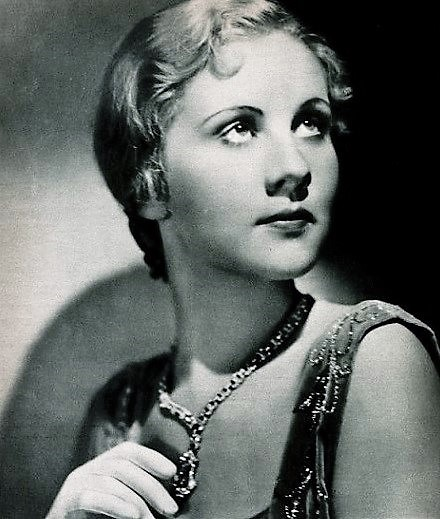
Judith Wood

Son rôle théâtral dans la version du film de la pièce à succès est malheureusement attribué à Jean Harlow. En 1934, elle obtient 3 rôles dans des films dont un ne lui sera pas crédité. En 1936 et 1937, elle joue dans deux films. Le 17 mars 1939 à Tokyo, Wood épouse un diplomate britannique en poste au Japon, Percival Christopher Wren Jr, le fils de l'écrivain. Puis, elle joue dans un film en 1941 non crédité tout comme son dernier en 1950 Quand la ville dort. Après son divorce, elle devient artiste radiophonique puis fait carrière comme styliste de costume de scène, acceptant tous les genres cinématographiques de l’Opéra aux films porno.
Elle se retire de l'industrie du cinéma mais reste vivre à Los Angeles. Judith Wood y meurt en 2002, âgée de 95 ans.

## Filmographie
- 1929 : Gold Diggers of Broadway, dans Helen Johnson, réalisé par Roy Del Ruth
- 1930 : The Divorce, dans Dorothy, réalisé par Robert Z. Leonard
- 1930 : Sin Takes a Holiday, dans Mrs Graham, réalisé par Paul L. Stein
- 1930 : Children of Pleasure, dans Pat Thayler, réalisé par Harry Beaumont
- 1930 : Soldiers and women, dans Helen, réalisé par Edward Sloman
- 1931 : Girls About Town, dans Winnie, réalisé par George Cukor
- 1931 : Le Chemin du divorce (The Road to Reno) de Richard Wallace
- 1931 : It Pays to Advertise, dans Comtesse de Beaurien, réalisé par Frank Tuttle
- 1931 : Working girls, dans June Thorpe, réalisé par Dorothy Arzner
- 1931 : The Vice Squad, dans Madeleine Hunt, réalisé par John Cromwell
- 1931 : Women Love Once, dans Olga, réalisé par Edward Goodman
- 1932 : The Divorce Racket, (non crédité), réalisé par Aubrey Scotto
- 1933 : Advice To The Lovelorn, dans Cora, réalisé par Alfred L. Werker
- 1933 : Hotel Variety, (non crédité), réalisé par Raymond Cannon
- 1934 : Tempête sur la ligne (Looking for Trouble) de William A. Wellman : Pearl Latour
- 1934 : The Crime Doctor (en), dans Blanche Flynn, réalisé par Capt. Jack Robertson
- 1934 : The Man Who Reckaimed His Head, dans Margot, réalisé par Edward Ludwig
- 1936 : Riffraff, dans Mable, réalisé par J. Walter Ruben
- 1937 : Rhythm Racketeer, dans Lola, réalisé par James Seymour
- 1941 : L'aventure commence à Bombay (They Met In Bombay), Mrs Ames, une infirmière, réalisé par Clarence Brown
- 1949 : La Garce (Beyond The Forest), une serveuse, réalisé par King Vidor
- 1950 : Quand la ville dort (The Asphalt Jungle), une forte femme, réalisé par John Huston